# Pakistanische Cricket-Nationalmannschaft in den West Indies in der Saison 2011
Die Tour der pakistanischen Cricket-Nationalmannschaft nach West Indies in der Saison 2011 fand vom 21. April bis zum 23. Mai 2011 statt. Die internationale Cricket-Tour war Bestandteil der Internationalen Cricket-Saison 2011 und umfasste zwei Tests, fünf ODIs und ein Twenty20. Pakistan gewann die ODI-Serie 3–2, die West Indies die Twenty20-Serie 1–0 und die Test-Serie endete 1–1 unentschieden.

## Vorgeschichte
Für beide Mannschaften war es die erste Tour der Saison.

## Stadien
Die folgenden Stadien wurden für die Tour als Austragungsort vorgesehen.
| Stadt      | Land                | Stadion            | Kapazität | Spiele              |
| ---------- | ------------------- | ------------------ | --------- | ------------------- |
| Basseterre | St. Kitts und Nevis | Warner Park        | 8.000     | 2. Test             |
| Bridgetown | Barbados            | Kensington Oval    | 11.000    | 3. & 4. ODI         |
| Georgetown | Guyana              | Providence Stadium | 20.000    | 1. Test; 5. ODI     |
| Gros Islet | Saint Lucia         | Beausejour Stadium | 20.000    | 1. & 2. ODI; 1. T20 |

## Kaderlisten
Pakistan benannte seinen Limited-Overs-Kader am 6. April und seinen Test-Kader am 2. Mai 2011.
Die West Indies benannten ihren Twenty20-Kader am 6. April, seinen ODI-Kader am 14. April und seinen Test-Kader am 9. Mai 2011.
| Test | Test | ODI | ODI | Twenty20 | Twenty20 |
| West Indies | Pakistan | West Indies | Pakistan | West Indies | Pakistan |
| --- | --- | --- | --- | --- | --- |
| - Darren Sammy (K) - Brendan Nash - Carlton Baugh - Devendra Bishoo - Kraigg Brathwaite - Darren Bravo - Shivnarine Chanderpaul - Fidel Edwards - Ravi Rampaul - Kemar Roach - Marlon Samuels - Ramnaresh Sarwan - Lendl Simmons - Devon Smith | - Misbah-ul-Haq (K) - Abdur Rahman - Asad Shafiq - Azhar Ali - Hammad Azam - Junaid Khan - Mohammad Hafeez - Mohammad Salman - Saeed Ajmal - Tanvir Ahmed - Taufeeq Umar - Umar Akmal - Umar Gul - Wahab Riaz - Younis Khan | - Darren Sammy (K) - Christopher Barnwell - Devendra Bishoo - Darren Bravo - Dwayne Bravo - Kirk Edwards - Andre Fletcher - Danza Hyatt - Anthony Martin - Ashley Nurse - Ravi Rampaul - Kemar Roach - Andre Russell - Marlon Samuels - Krishmar Santokie - Lendl Simmons - Devon Smith - Devon Thomas | - Shahid Afridi (K) - Abdur Rehman - Ahmed Shehzad - Asad Shafiq - Junaid Khan - Hammad Azam - Misbah-ul-Haq - Mohammad Hafeez - Mohammad Salman - Sadaf Hussain - Saeed Ajmal - Tanvir Ahmed - Taufeeq Umar - Umar Akmal - Usman Salahuddin - Wahab Riaz | - Darren Sammy (K) - Christopher Barnwell - Devendra Bishoo - Darren Bravo - Dwayne Bravo - Kirk Edwards - Andre Fletcher - Danza Hyatt - Anthony Martin - Ashley Nurse - Ravi Rampaul - Kemar Roach - Andre Russell - Marlon Samuels - Krishmar Santokie - Lendl Simmons - Devon Smith - Devon Thomas | - Shahid Afridi (K) - Abdur Rehman - Ahmed Shehzad - Asad Shafiq - Hammad Azam - Junaid Khan - Misbah-ul-Haq - Mohammad Hafeez - Mohammad Salman - Sadaf Hussain - Saeed Ajmal - Tanvir Ahmed - Taufeeq Umar - Umar Akmal - Usman Salahuddin - Wahab Riaz |

## Tour Matches
| 18. April Scorecard | Castries | Pakistan 287-8 (50)          | – | University of West Indies VC XI 219-8 (50) |
|                     |          | Pakistan gewinnt mit 68 Runs |   |                                            |

| 8. – 9. Mai Scorecard | Georgetown | Pakistanis 330-7d (75) | – | Guyana 252-6 (73) |
|                       |            | Remis                  |   |                   |

## Twenty20 Internationals

### Erstes Twenty20 in Gros Islet
| 21. April Scorecard | Gros Islet | West Indies 150-7 (20)         | – | Pakistan 143-9 (20) |
|                     |            | West Indies gewinnt mit 7 Runs |   |                     |

## One-Day Internationals

### Erstes ODI in Gros Islet
| 23. April Scorecard | Gros Islet | West Indies 221-6 (50)         | – | Pakistan 222-2 (41.3) |
|                     |            | Pakistan gewinnt mit 8 Wickets |   |                       |

### Zweites ODI in Gros Islet
| 25. April Scorecard | Gros Islet | West Indies 220 (50)           | – | Pakistan 223-3 (48) |
|                     |            | Pakistan gewinnt mit 7 Wickets |   |                     |

### Drittes ODI in Bridgetown
| 28. April Scorecard | Bridgetown | West Indies 171 (43.4)         | – | Pakistan 177-7 (40.1) |
|                     |            | Pakistan gewinnt mit 3 Wickets |   |                       |

### Viertes ODI in Bridgetown
| 2. Mai Scorecard | Bridgetown | Pakistan 248-9 (50)                        | – | West Indies 154-4 (29.5/29.5) |
|                  |            | West Indies gewinnt mit 1 Run (D/L method) |   |                               |

### Fünftes Drittes ODI in Georgetown
| 5. Mai Scorecard | Georgetown | Pakistan 139 (41.2)                | – | West Indies 140-0 (23.3) |
|                  |            | West Indies gewinnt mit 10 Wickets |   |                          |

## Tests

### Erster Test in Georgetown
| 12. – 16. Mai Scorecard | Georgetown | West Indies 226 (98) & 152 (61.5) | – | Pakistan 160 (64.4) & 178 (73) |
|                         |            | West Indies gewinnt mit 40 Runs   |   |                                |

### Zweiter Test in Basseterre
| 20. – 24. Mai Scorecard | Basseterre | Pakistan 272 (109.5) & 377-6d (112.2) | – | West Indies 223 (83.5) & 230 (80.3) |
|                         |            | Pakistan gewinnt mit 196 Runs         |   |                                     |

## Statistiken
Die folgenden Cricketstatistiken wurden bei dieser Tour erzielt.
| Tests           | Tests       | Tests   | Tests   | Tests   | Tests   | Tests   | Tests   | Tests   |
| Batting         | Batting     | Batting | Batting | Batting | Batting | Batting | Batting | Batting |
| Spieler         | Mannschaft  | Spiele  | Innings | Runs    | Average | HS      | 100s    | 50s     |
| --------------- | ----------- | ------- | ------- | ------- | ------- | ------- | ------- | ------- |
| Misbah-ul-Haq   | Pakistan    | 2       | 4       | 181     | 60,33   | 102*    | 1       | 1       |
| Umar Akmal      | Pakistan    | 2       | 4       | 166     | 41,50   | 56      | 0       | 1       |
| Taufeeq Umar    | Pakistan    | 2       | 4       | 165     | 41,25   | 135     | 1       | 0       |
| Azhar Ali       | Pakistan    | 2       | 4       | 154     | 38,50   | 67      | 0       | 2       |
| Darren Bravo    | West Indies | 2       | 4       | 107     | 26,75   | 50      | 0       | 1       |
| Bowling         |             |         |         |         |         |         |         |         |
| Spieler         | Mannschaft  | Spiele  | Overs   | Wickets | Average | BBI     | 5W      | 10W     |
| Saeed Ajmal     | Pakistan    | 2       | 116.4   | 17      | 14,47   | 6/42    | 2       | 1       |
| Ravi Rampaul    | West Indies | 2       | 88.2    | 11      | 20,90   | 4/48    | 0       | 0       |
| Darren Sammy    | West Indies | 2       | 80      | 10      | 17,90   | 5/29    | 1       | 0       |
| Abdur Rehman    | Pakistan    | 2       | 93.3    | 9       | 21,77   | 4/65    | 0       | 0       |
| Devendra Bishoo | West Indies | 2       | 116.5   | 9       | 39,22   | 4/68    | 0       | 0       |

| ODIs            | ODIs        | ODIs    | ODIs    | ODIs    | ODIs    | ODIs    | ODIs    | ODIs    |
| Batting         | Batting     | Batting | Batting | Batting | Batting | Batting | Batting | Batting |
| Spieler         | Mannschaft  | Spiele  | Innings | Runs    | Average | HS      | 100s    | 50s     |
| --------------- | ----------- | ------- | ------- | ------- | ------- | ------- | ------- | ------- |
| Lendl Simmons   | West Indies | 5       | 5       | 279     | 69,75   | 77*     | 0       | 4       |
| Mohammad Hafeez | Pakistan    | 5       | 5       | 267     | 53,40   | 121     | 1       | 2       |
| Misbah-ul-Haq   | Pakistan    | 5       | 5       | 184     | 92,00   | 73*     | 0       | 2       |
| Asad Shafiq     | Pakistan    | 4       | 4       | 155     | 51,66   | 71      | 0       | 2       |
| Darren Bravo    | West Indies | 5       | 4       | 147     | 36,75   | 67      | 0       | 1       |
| Bowling         |             |         |         |         |         |         |         |         |
| Spieler         | Mannschaft  | Spiele  | Overs   | Wickets | Average | BBI     | 5W      | 10W     |
| Devendra Bishoo | West Indies | 5       | 46      | 11      | 17,18   | 3/37    | 0       | 0       |
| Ravi Rampaul    | West Indies | 3       | 29      | 8       | 14,25   | 4/32    | 0       | 0       |
| Wahab Riaz      | Pakistan    | 4       | 31      | 7       | 25,28   | 3/38    | 0       | 0       |
| Saeed Ajmal     | Pakistan    | 5       | 39.4    | 6       | 20,83   | 3/29    | 0       | 0       |
| Mohammad Hafeez | Pakistan    | 5       | 37      | 6       | 23,50   | 2/31    | 0       | 0       |

| Twenty20        | Twenty20    | Twenty20 | Twenty20 | Twenty20 | Twenty20 | Twenty20 | Twenty20 | Twenty20 |
| Batting         | Batting     | Batting  | Batting  | Batting  | Batting  | Batting  | Batting  | Batting  |
| Spieler         | Mannschaft  | Spiele   | Innings  | Runs     | Average  | HS       | 100s     | 50s      |
| --------------- | ----------- | -------- | -------- | -------- | -------- | -------- | -------- | -------- |
| Lendl Simmons   | West Indies | 1        | 1        | 65       | 65,00    | 65       | 0        | 1        |
| Darren Bravo    | West Indies | 1        | 1        | 42       | 42,00    | 42       | 0        | 0        |
| Umar Akmal      | Pakistan    | 1        | 1        | 41       | 41,00    | 41       | 0        | 0        |
| Asad Shafiq     | Pakistan    | 1        | 1        | 25       | 25,00    | 25       | 0        | 0        |
| Saeed Ajmal     | Pakistan    | 1        | 1        | 21       |          | 21*      | 0        | 0        |
| Bowling         |             |          |          |          |          |          |          |          |
| Spieler         | Mannschaft  | Spiele   | Overs    | Wickets  | Average  | BBI      | 5W       | 10W      |
| Devendra Bishoo | West Indies | 1        | 4        | 4        | 4,25     | 4/17     | 0        | 0        |
| Ravi Rampaul    | West Indies | 1        | 4        | 3        | 10,33    | 3/31     | 0        | 0        |
| Abdur Rehman    | Pakistan    | 1        | 4        | 2        | 11,00    | 2/22     | 0        | 0        |
| Wahab Riaz      | Pakistan    | 1        | 4        | 2        | 12,00    | 2/24     | 0        | 0        |
| Saeed Ajmal     | Pakistan    | 1        | 4        | 2        | 17,50    | 2/35     | 0        | 0        |

## Player of the Series
Als Player of the Series wurden die folgenden Spieler ausgezeichnet.
| Serie | Player of the Series |
| ----- | -------------------- |
| Test  | Saeed Ajmal          |
| ODI   | Mohammad Hafeez      |

### Player of the Match
Als Player of the Match wurden die folgenden Spieler ausgezeichnet.
| Spiel   | Player of the Match |
| ------- | ------------------- |
| 1. T20  | Devendra Bishoo     |
| 1. ODI  | Mohammad Hafeez     |
| 2. ODI  | Ahmed Shehzad       |
| 3. ODI  | Misbah-ul-Haq       |
| 4. ODI  | Mohammad Hafeez     |
| 5. ODI  | Lendl Simmons       |
| 1. Test | Darren Sammy        |
| 2. Test | Taufeeq Umar        |